# Pine Hills (Florida)
Pine Hills è un CDP degli Stati Uniti d'America, situato nello Stato della Florida, nella contea di Orange.